# Ізбіта
Ізбіта (рум. Izbita) — село у повіті Алба в Румунії. Входить до складу комуни Бучум.
Село розташоване на відстані 305 км на північний захід від Бухареста, 38 км на північний захід від Алба-Юлії, 68 км на південний захід від Клуж-Напоки.

## Населення
За даними перепису населення 2002 року у селі проживала 61 особа, усі — румуни. Усі жителі села рідною мовою назвали румунську.